# John Kuester
John Dewitt Kuester jr. (Richmond, Virginia, 6 de febrero de 1955) es un exjugador y entrenador de baloncesto estadounidense que disputó tres temporadas en la NBA, además de entrenar durante dos temporadas a los Detroit Pistons. Con 1,88 metros de estatura, jugaba en la posición de base. Su último puesto como entrenador fue como asistente de Mike Brown en Los Angeles Lakers.

## Trayectoria deportiva

### Universidad
Jugó durante cuatro temporadas con los Tar Heels de la Universidad de Carolina del Norte en Chapel Hill, en las que promedió 9,7 puntos y 4,0 asistencias por partido. A las órdenes de Dean Smith, ayudó a los Tar Heels a conseguir dos títulos de la Atlantic Coast Conference, llegando a disputar en 1977 la Final Four del Torneo de la NCAA en la que cayeron ante Marquette. Esa temporada fue elegido mejor defensor del equipo y mejor jugador del torneo de la conferencia.

### Profesional
Fue elegido en la quincuagésimo tercera posición del Draft de la NBA de 1977 por Kansas City Kings, donde jugó una temporada como suplente de Otis Birdsong, en la que promedió 4,8 puntos y 3,2 asistencias por partido.
Tras ser despedido, en 1978 fichó como agente libre por los Denver Nuggets, donde encadenó varios contratos temporales, llegando a disputar 33 partidos, pero con una presencia testimonial, jugando poco más de 6 minutos de media.
Al año siguiente ficharía por Indiana Pacers, donde jugó aún menos que en los Nuggets, retirándose al término de la temporada.

### Entrenador
Comenzó su carrera de entrenador como asistente en la Univsrsidad de Richmond en 1980, pasando a desempeñar el mismo papel al año siguiente en la Universidad de Boston a las órdenes de Rick Pitino, a quien sustituyó en el puesto de entrenador principal en 1983, convirtiéndose en el entrenador más joven de la División I de la NCAA.
En 1985 es contratado como entrenador principal en la Universidad George Washington, donde permanece cinco temporadas. En una de ellas, la 1988-89, logró 1 victoria y 27 derrotas, una de las peores marcas de la historia del baloncesto universitario.
En 1990 pasa a formar parte de la organización de los Boston Celtics, donde permanecería durante 7 años, los dos últimos ejerciendo como entrenador asistente. Entre 1997 y 2003 sería uno de los asistentes de Larry Brown en los Philadelphia 76ers, acompañándole al año siguiente a los Detroit Pistons.
En 2004 es contratado como asistente de los New Jersey Nets, regresando a los Sixers al año siguiente por una temporada. En 2006 es contratado por los Orlando Magic como asistente de Brian Hill, En agosto de 2007 entra a formar parte del equipo de Mike Brown en el banquillo de los Cleveland Cavaliers, reemplazando al depuesto Kenny Natt.
En 2009 le llega por fin su oportunidad de ser entrenador principal en la NBA, siendo contratado por los Detroit Pistons para sustituir a Michael Curry, donde permanecería dos temporadas, logrando 57 victorias y 107 derrotas.
En 2011-12 volvería a trabajar con Mike Brown en Los Angeles Lakers como asistente.

#### Estadísticas como entrenador

##### Universidad
| Universidad       | Temporada | Récord | Récord      |
| ----------------- | --------- | ------ | ----------- |
| Universidad       | Temporada | Total  | Conferencia |
| Boston University | 1983–1984 | 20-9   | 0-0         |
| Boston University | 1984–1985 | 15-13  | 0-0         |
| George Washington | 1985–1986 | 12-16  | 7-11        |
| George Washington | 1986–1987 | 10-19  | 6-12        |
| George Washington | 1987–1988 | 10-17  | 0-0         |
| George Washington | 1988–1989 | 1-27   | 1-17        |
| George Washington | 1989–1990 | 14-17  | 10-6        |

##### NBA
| Equipo          | Año     | P   | PG | PP  | % G-P | Final         | PO | POG | POP | % PO G-P | Resultado         |
| --------------- | ------- | --- | -- | --- | ----- | ------------- | -- | --- | --- | -------- | ----------------- |
| Detroit Pistons | 2009-10 | 82  | 27 | 55  | .329  | 5º en Central | —  | —   | —   | —        | No juega Playoffs |
| Detroit Pistons | 2010-11 | 82  | 30 | 52  | .366  | 4º en Central | —  | —   | —   | —        | No juega Playoffs |
| Total           |         | 164 | 57 | 107 | .348  |               | —  | —   | —   | —        |                   |

## Estadísticas de su carrera en la NBA

### Temporada regular
| Temporada | Edad | Equipo            | Liga | P   | TIT | MIN  | TC  | TCA | %TC  | 3P  | 3PA | %3P  | TL  | TLA | %TL  | R.OF. | R.DEF. | REB | ASIS | ROB | TAP | PER | FP  | PTS |
| 1977-78   | 22   | Kansas City Kings | NBA  | 78  |     | 15.6 | 1.9 | 4.1 | .455 |     |     |      | 1.1 | 1.3 | .829 | 0.2   | 1.2    | 1.5 | 3.2  | 0.7 | 0.0 | 1.2 | 1.8 | 4.8 |
| 1978-79   | 23   | Denver Nuggets    | NBA  | 33  |     | 6.4  | 0.5 | 1.6 | .308 |     |     |      | 0.4 | 0.4 | .929 | 0.2   | 0.2    | 0.4 | 1.1  | 0.5 | 0.0 | 0.6 | 0.9 | 1.4 |
| 1979-80   | 24   | Indiana Pacers    | NBA  | 24  |     | 4.2  | 0.5 | 1.4 | .353 | 0.0 | 0.0 | .000 | 0.2 | 0.3 | .714 | 0.1   | 0.5    | 0.6 | 0.7  | 0.3 | 0.0 | 0.2 | 0.3 | 1.2 |
| Total     |      |                   | NBA  | 135 |     | 11.3 | 1.3 | 3.0 | .427 | 0.0 | 0.0 | .000 | 0.8 | 0.9 | .833 | 0.2   | 0.8    | 1.0 | 2.3  | 0.6 | 0.0 | 0.9 | 1.3 | 3.3 |